# Nangolo Mbumba
Nangolo Mbumba (født 15. august 1941) er en namibisk politiker, der var været Namibias præsident siden februar 2024. Han var vicepræsident fra 2018 til 2014 under præsident Hage Geingob og blev præsident, da Geingob døde.
Mbumba er medlem af partiet South West Africa People's Organization (SWAPO) og har tidligere haft en række ministerposter: minister for landbrug, vand og udvikling af landdistrikter (1993-1996), finansminister (1996-2003), informationsminister (2003-2005), uddannelsesminister (2005-2010) og sikkerhedsminister (2010-2012). Fra 2012 til 2017 var han generalsekretær for SWAPO.
Han blev udnævnt til vicepræsident for Namibia i 2018 som efterfølger for Nickey Iyambo, som forlod posten på grund af dårligt helbred. Han overtog præsidentposten ved Hage Geingobs død i februar 2024 og meddelte, at han ikke havde til hensigt at stille op til næste præsidentvalg i november 2024.

## Uddannelse og tidlig karriere
Mbumba er født den 15. august 1941 i Olukondai i Oshikoto-regionen i Sydvestafrika (nu Namibia), Han har en bachelorgrad fra Southern Connecticut State University i USA fra 1971. I 1973 dimitterede han fra University of Connecticut med en kandidatgrad i biologi.
Efter sin eksamen fra University i Connecticut begyndte Mbumba at undervise på Harlem Preparatory School i New York City. Da han vendte tilbage til Afrika i 1978, blev han leder af videnskabsafdelingen ved Namibia Education Center i Cuanza Sul i Angola. Fra 1980 til 1985 var han rektor for centret.

## Politik
Mbumba tiltrådte officielt en stilling i SWAPO i 1985 som viceminister for uddannelse og kultur. Han forlod stillingen i 1987 og blev personlig sekretær for SWAPOs formand Sam Nujoma. Han var medadministrator i Walvis Bay under overdragelsen til Namibia i 1994.
Siden 1993 har Mbumba siddet i Namibias nationalforsamlingen og været minister for landbrug, vand og udvikling af landdistrikter (1993-1996), finansminister (1996-2003), informationsminister (2003-2005), uddannelsesminister (2005–2010) og sikkerhedsminister (2010–2012).
Mbumba blev valgt til SWAPOs generalsekretær på partiets kongres i 2012. Det er en position, der betragtes som nr. 3 i partiets struktur. Han vandt med 352 stemmer mod Utoni Nujomas som fik 244 og lovede før valget, at han ville træde tilbage fra sin ministerpost, hvis han vandt.
Da vicepræsident Nickey Iyambo blev fjernet fra stillingen i 2018 på grund af dårligt helbred, udpegede præsident Hage Geingob Mbumba som hans efterfølger.

## Præsidentskab
Mbumba blev fungerende præsident i Namibia, da præsident Hage Geingob rejste til USA for at få kræftbehandling den 24. januar 2024. Han blev taget i ed som præsident omkring 15 timer efter Geingobs død den 4. februar 2024 af højesteretsdommer Peter Shivute i præsidentboligen i Windhoek og udnævnte vicepremierminister Netumbo Nandi-Ndaitwah til at være sin efterfølger som vicepræsident. Hun har udpeget af Geingob til at være hans efterfølger som SWAPOs præsidentkandidat til det namibiske præsidentvalg i 2024. Mbumba lovede at afslutte Geingobs embedsperiode, som udløber den 21. marts 2025, og tilføjede: "Jeg kommer ikke til at deltage i valget. Så gå ikke i panik."